# Schwingtür

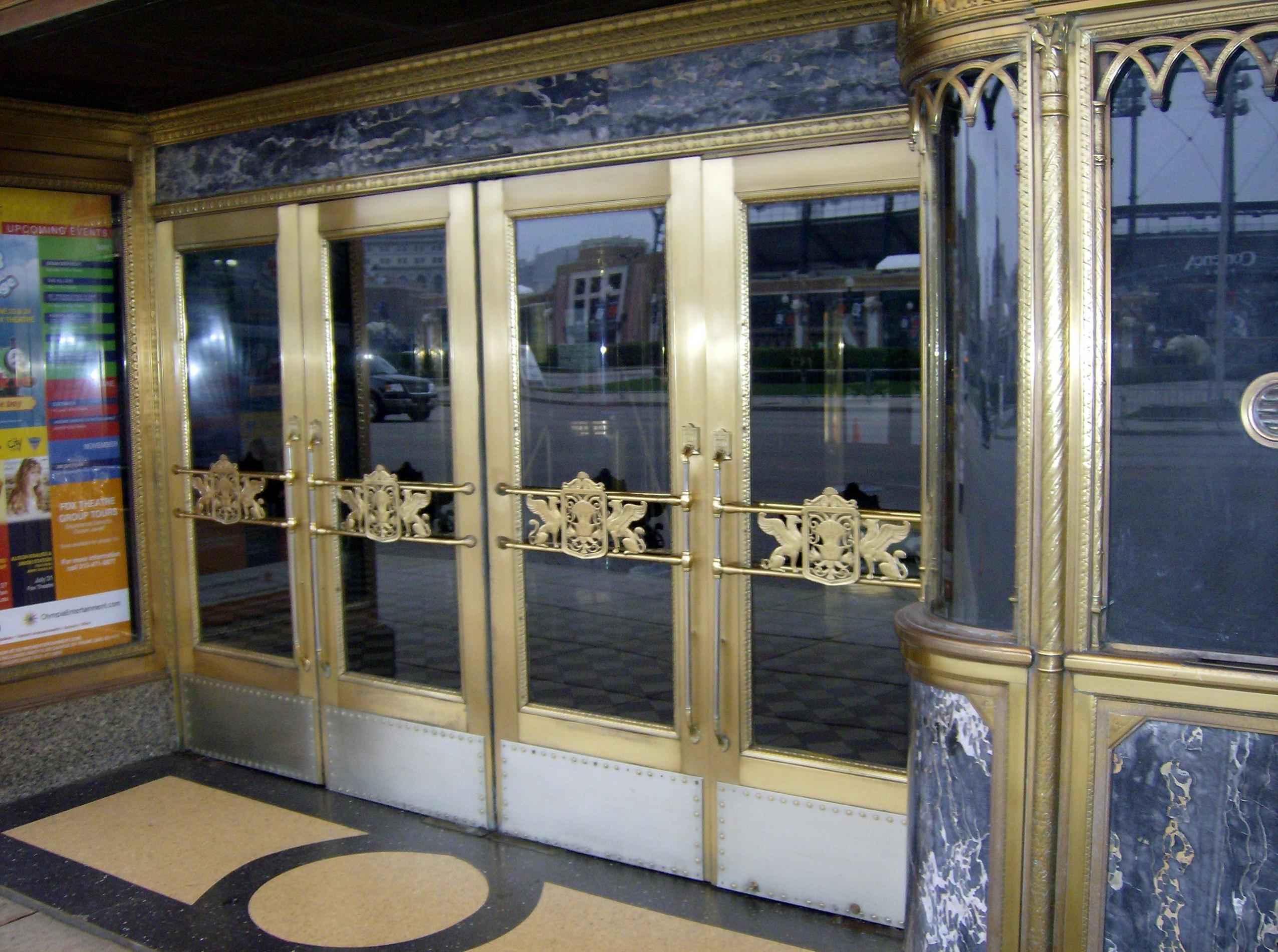
Schwingtüren, Fox Theatre, Detroit, USA

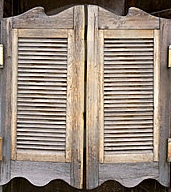
Typische Western-Saloontür

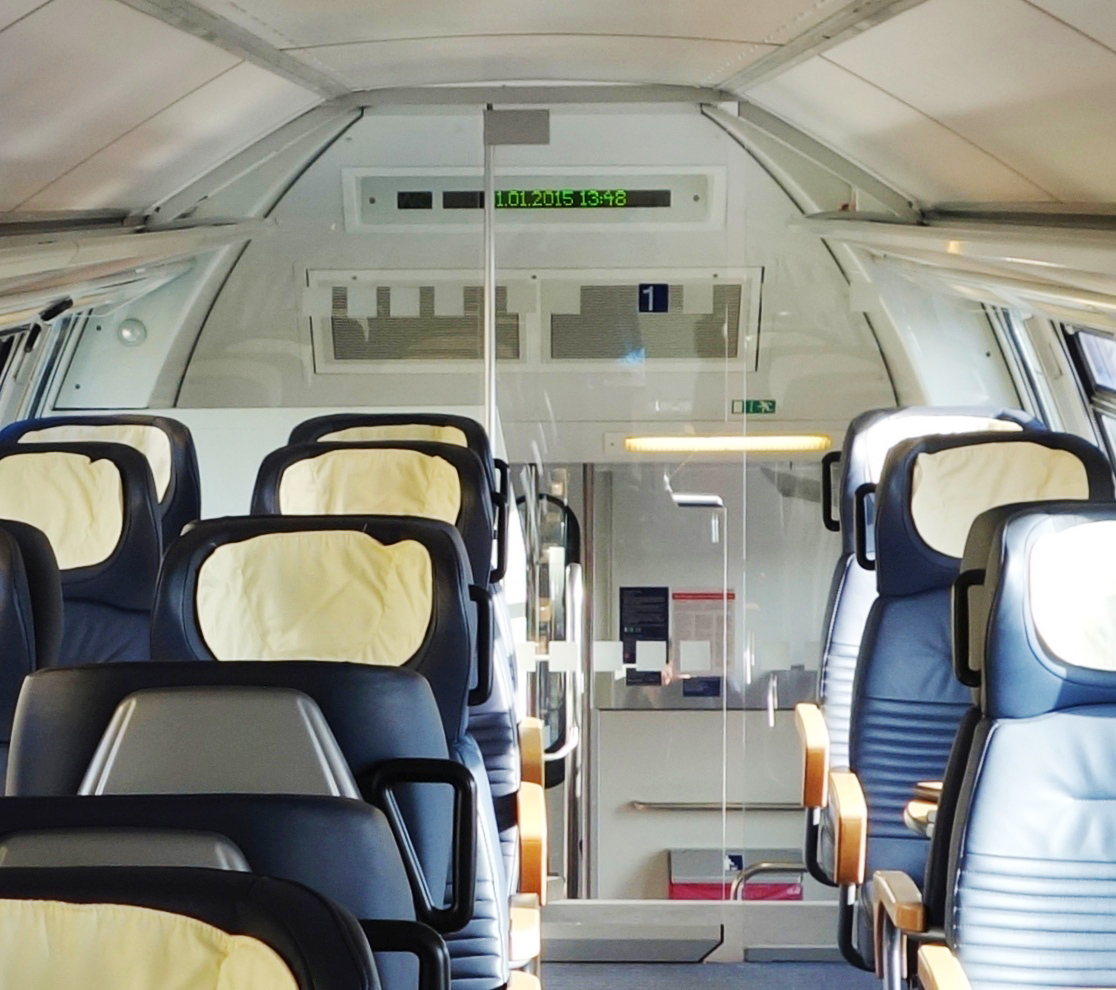
Einflügelige Ganzglas-Pendeltür als Abschluss des Erste-Klasse-Bereichs in einem Doppelstockwagen der DB, 2015

Eine Schwingtür (auch Pendeltür) ist eine Tür, die in beide Durchgangsrichtungen geöffnet werden kann. Sie „schwingt durch“ und hat keinen Anschlag. In der geschlossenen Stellung wird sie meistens mit Hilfe von Federn in einem besonderen Scharnier (Pendeltürband) gehalten. Eine mechanische Verriegelung entfällt.
Die Tür kann durch Anstoßen oder Aufdrücken leicht geöffnet werden. Zumeist besteht sie aus zwei Flügeln, sodass der Platzbedarf der geöffneten Tür („Öffnungsradius“) auf die halbe Durchgangsbreite beschränkt bleibt. 

## Technik und Einsatzbereiche
Schwingtüren kommen bei Eingängen zu häufig frequentierten Gebäuden (wie Bahnhöfen, Amtsgebäuden, Theater usw.) oder als Durchgangstüren in Reisezugwagen zum Einsatz, wobei eine Glasfüllung die Durchsicht und dadurch Sicherheit vor Zusammenstößen gewährt. Die zunehmenden Brandschutzanforderungen und der technische Fortschritt bewirken, dass heute in vielen öffentlichen Bereichen statt Schwingtüren automatisch öffnende (d. h. durch Bewegungsmelder gesteuerte) Türen (auch mit Windfang), große Karusselltüren oder Torluftschleier zum Einsatz kommen.
Ein häufiger Einsatzbereich ist auch die Gastronomie, z. B. die Türen zwischen Küche und Gastraum, wo solche Türen ohne Absetzen der Ware geöffnet werden können. Auch hier kommen heute meist automatisch öffnende Türen (zumeist Schiebetüren) zum Einsatz.
In Industrie- und Gewerbe kommen meist leichte Schwingtüren zum Einsatz, die durch elastische Profildichtungen hinreichend dicht sind, wobei hier meist andere Anforderung (Hygiene, Lärm- und Staubschutz) gelten als im Wohn- und Geschäftsbereich. Für Gabelstapler und Hubwagen sind Schwingtüren eine praktische Lösung, da sie von diesen Fahrzeugen durch Gegenfahren geöffnet und offen gehalten werden, ohne eine gesonderte Auslösung oder einen Antrieb zu benötigen.
Im Heimbereich kommen Schwingtüren in Duschkabinen zum Einsatz, wobei Dichtlippen das Austreten von Duschwasser verhindern können.
Auch bei Rollstuhlhebebühnen werden sie verwendet.
Bekannt sind auch Schwingtüren als Saloon-Eingangstüren in Darstellungen des Wilden Westens.

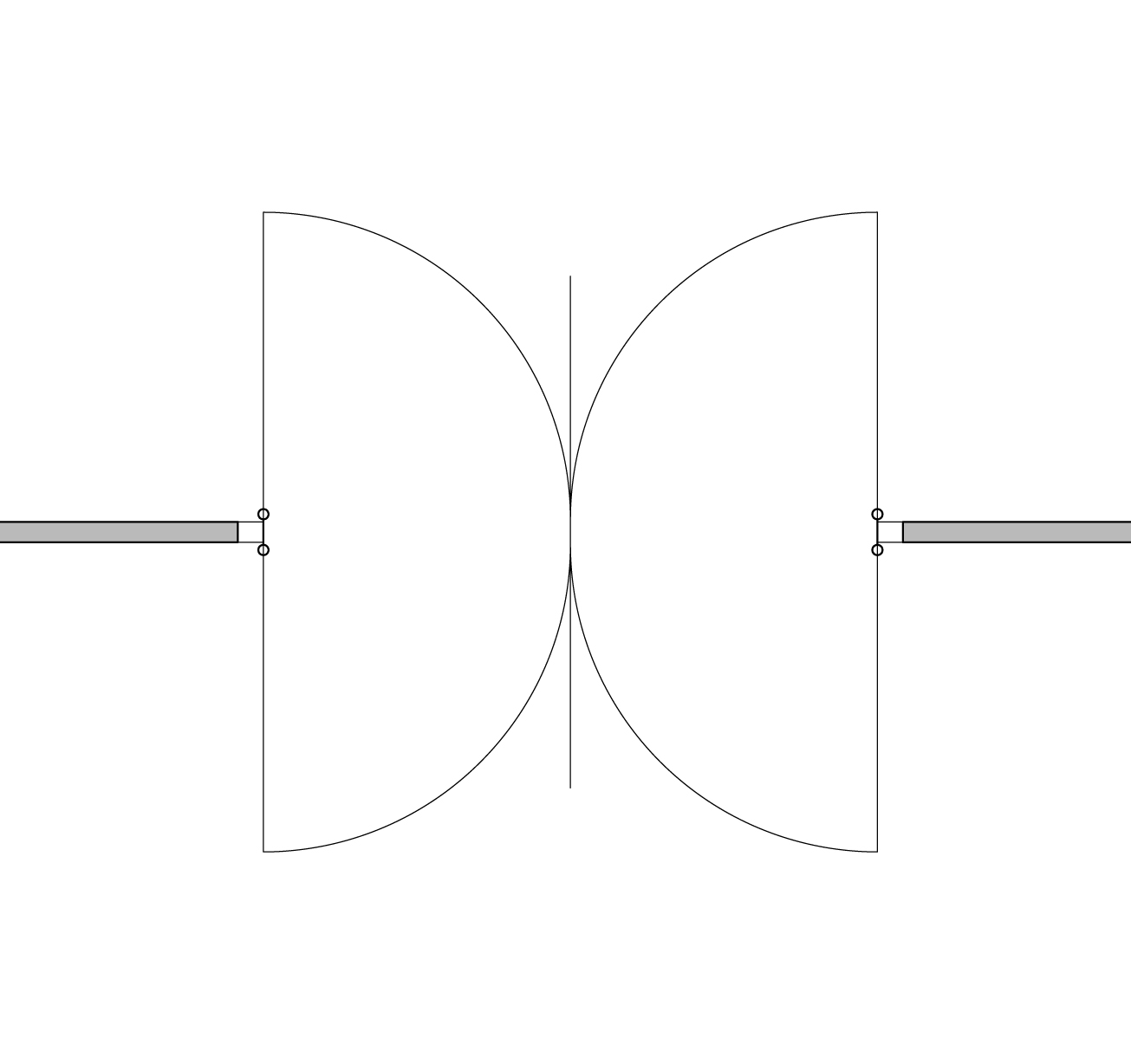
Zweiflügelige Schwingtür: Öffnungsschema
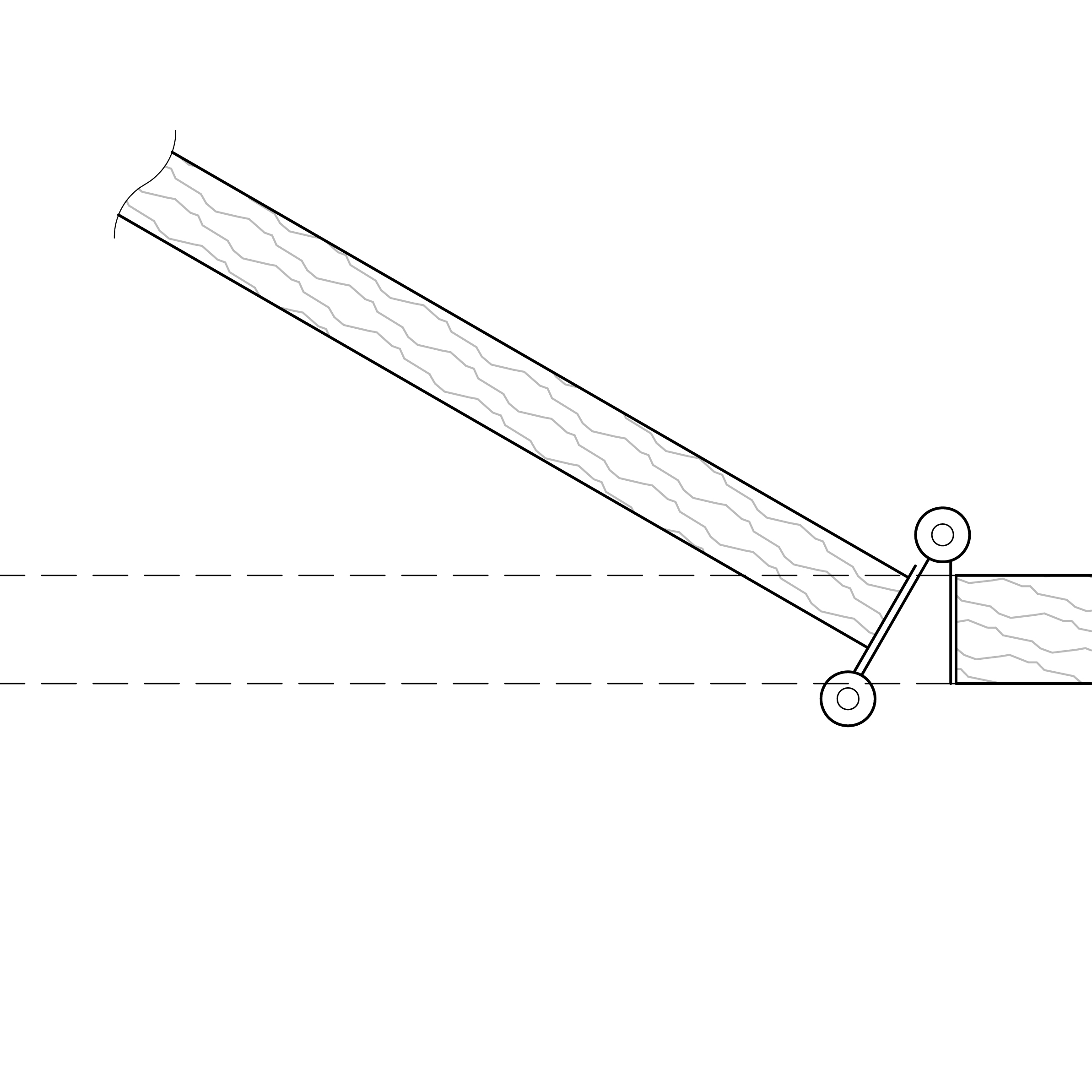
Schwingtür: Schnittzeichnung
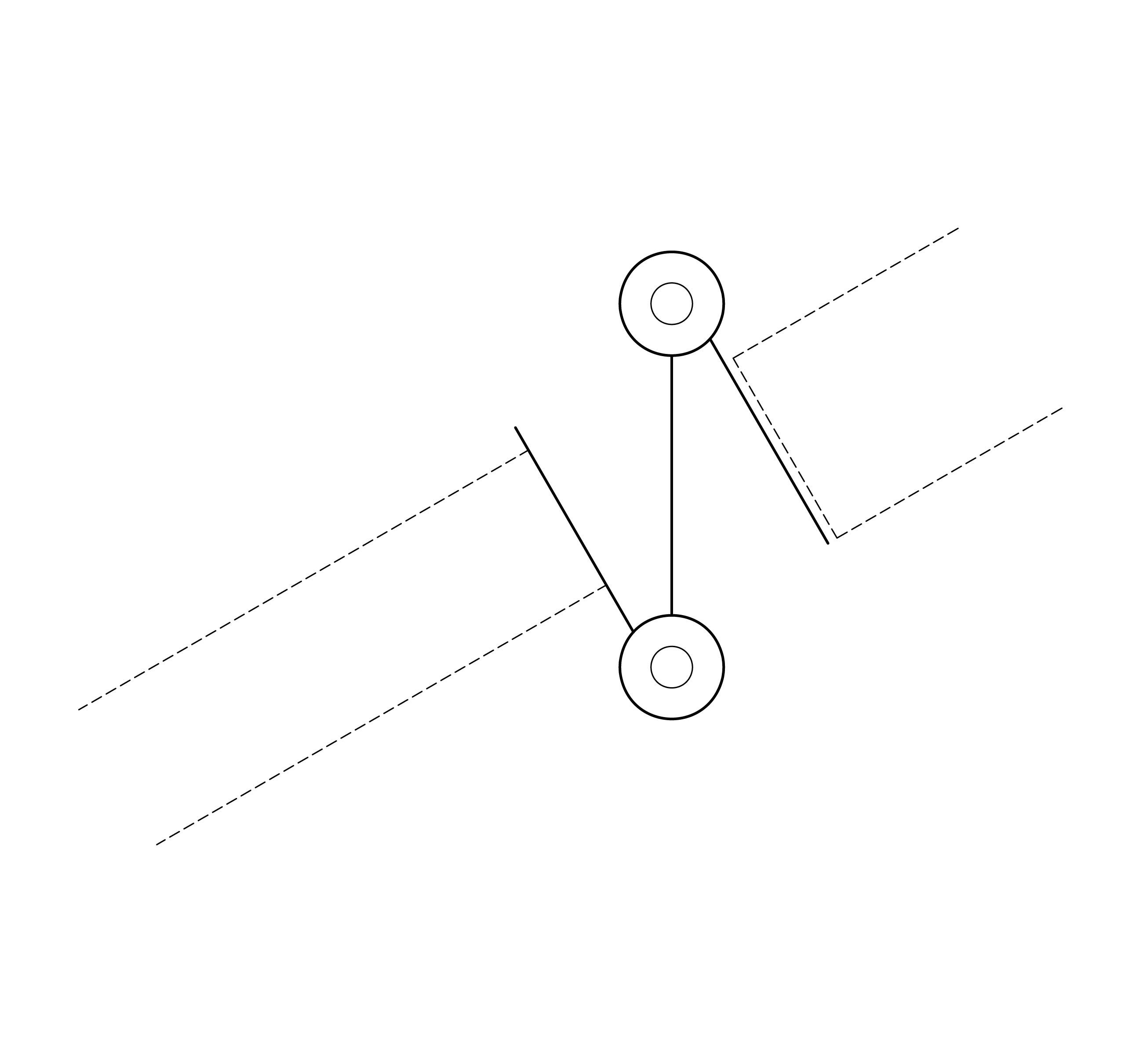
Schwingtür-Scharnier